# Fırat Aydınus
Fırat Aydınus (* 25. Oktober 1973 in Istanbul) ist ein ehemaliger türkischer Fußballschiedsrichter.

## Fußball
Seine Schiedsrichterprüfung legte er 1996 in Istanbul ab. Aydınus pfiff bei den Qualifikationsspielen zur Fußball-WM 2014 und ist nach Cüneyt Çakır der zweite türkische Schiedsrichter, der bei einer Champions-League-Gruppenphase in einem Schiedsrichterteam zugelassen war. 
In der Saison 2012/13 leitete er einige Gruppenspiele in der Champions League, unter anderem am 19. September 2012 das Gruppenspiel FC Bayern München gegen FC Valencia in der Münchener Allianz Arena. Ein halbes Jahr später wurde er bei dem Rückspiel der Achtelfinalbegegnung Juventus Turin gegen Celtic Glasgow eingesetzt.
Aydınus war von 2006 bis 2014 FIFA-Schiedsrichter. Im Januar 2012 wurde er von der Kategorie 1 in die höchste Kategorie Elite der UEFA befördert. Im November 2014 gab der türkische Schiedsrichterausschuss (Merkez Hakem Kurulu) bekannt, dass die FIFA Aydınus und Bülent Yıldırım aus ihrer Schiedsrichterliste gestrichen hat, da beide den Intervall-Fitnesstest Yo-Yo nicht bestanden haben.
Am 8. März 2022 wurde bekannt gegeben, dass Aydınus bis zum Ende der Saison nicht mehr pfeifen darf. Seine Sperre wurde allerdings 85 Tage später wieder aufgehoben.
Am 22. Mai 2022 leitete Aydınus sein letztes Spiel.

## Leben
Aydınus studierte an der Universität Istanbul den Studiengang Geophysik. Nach seinem Studium wurde er Geophysik-Ingenieur. 
Er war von 2006 bis 2012 mit Teyyube Aydınus verheiratet, mit der er eine Tochter hat (Deniz, geboren 2007).